# Света великомученица Недеља
Света великомученица Недеља, позната и као Киријака Никомидијска (грч. Κυριακη εκ της Νικομηδειας), ранохришћанска је мученица и светитељка.
Према њеном житију, рођена је у хришћанској породици у Малој Азији. Њени родитељи Доротеа и Јевсевије били су дуго без деце и када су је након много молитава и суза добили дали су јој име Недеља.
Она се од своје младости заветовала на службу Христу и одбијала да се уда. Један просаца које је Недеља одбила оптужио је њу и њене родитеље цару Диоклецијану као хришћане. Цар је наредио да муче њене родитеље, и протерао их је у град Мелитину, где су у мукама умрли. Свету Недељу је послао цару Максимијану Галерију на суд.
Тамо је била мучена, паљена и бачена зверима. Видећи чудесно спасење Недеље од звери и пламена многи незнабошци У Никомидији и шире, поверовали су у Христа. На крају је посечена мачем. Њено страдање се десило око 289. године.
Православна црква прославља Свету Недељу 7. јула по јулијанском календару.
Манастир Оћестово јој је посвећен.